# أبرام يوفي
أبرام فيدروفيتش يوفي (بالروسية: Абра́м Фёдорович Ио́ффе)‏;‏ 17 أكتوبر] 1880 –‏ 14 أكتوبر 1960 ابرز فيزيائي روسي / سوفييتي. حصل على جائزة ستالين (1942)، وجائزة لينين (1960) (بعد وفاته)، ولقب بطل العمل الاشتراكي (1955). ويعتبر يوفي خبيرا في الكهرومغناطيسية وعلم الأشعة والبلورات والفيزياء عالية التأثير والكهرباء الحرارية والكهرباء الضوئية. أنشأ مختبرات بحوث النشاط الإشعاعي والموصلية الفائقة والفيزياء النووية والعديد من تلك المختبرات أضحت معاهد مستقلة.

## السيرة الذاتية

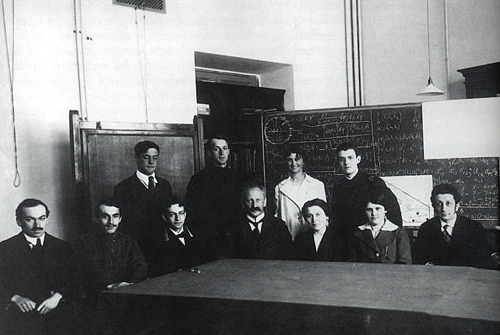
حلقة دراسة يوفي في معهد العلوم التطبيقية 1915. ومعه طلبته

ولد يوفي في عائلة يهودية من الطبقة المتوسطة في بلدة رومني الصغيرة في الامبراطورية الروسية (الآن في منطقة سومي أوكرانيا). وبعد تخرجه من معهد سانت بطرسبرغ للتكنولوجيا سنة 1902 قضى عامين مساعدا لفيلهلم رونتغن في مختبره بميونيخ. ثم أتم الدكتوراه في جامعة ميونيخ سنة 1905.
وبعد سنة 1906 عمل يوفي في سانت بطرسبرغ (لينينغراد من 1924) بمعهد سانت بطرسبرغ للعلوم التطبيقية حيث أصبح بعدها أستاذا فيها. وفي 1911 (بصرف النظر عن ميليكان) حدد شحنة الإلكترون، وذلك باستخدام جسيمات مجهرية ومشحونة من المعادن ومتوازنة في حقل كهربي مع الجاذبية (نشرت في 1913). غير يوفي دينه إلى المسيحية اللوثرية سنة 1911 وتزوج من امرأة غير يهودية. وفي 1913 حصل على ماجستير في الفلسفة، ودكتوراه في الفيزياء في 1915. وفي سنة 1918 أصبح رئيس شعبة الفيزياء والتكنولوجيا في معهد الدولة لعلم الأشعة والتصوير الإشعاعي. ثم أصبح هذا القسم بعد ذلك معهد لينينغراد لتقنية الفيزياء (LPTI) في 1917.
وفي أوائل الثلاثينات كانت هناك حاجة ماسة لقوات الدفاع الجوي للجيش الأحمر لوسائل تكشف أي هجوم للطائرات. وشاركت عدة معاهد بحوث بتقنية (مواقع-الراديو) radiolokatory. ودعا أكاديمية العلوم الروسية في مؤتمر عقد في يناير 1934 لتقييم هذه التكنولوجيا. ونظم يوفي هذا المؤتمر ثم نشر تقريرا صحفيا، وكشف للباحثين في جميع أنحاء العالم العلوم والتكنولوجيا ماسمي لاحقا بالرادار.
عندما بدأ مشروع قنبلة نووية سوفياتية سنة 1942، طلب من يوفي قيادة العمل التقني، لكنه رفض هذا المنصب متعللا بكبر سنه. لكنه نصح بإيجور خرشاتوف الشاب وجعله مسؤولا عن أول مختبر نووي. وقد تعرض يوفي للأذى خلال حملة جوزيف ستالين ضد مايسمى ب«الأشخاص عديمو الجذور» (اليهود)، ففصل سنة 1950 من منصبه مديرا لمعهد لينينغراد لتقنية الفيزياء ومن مجلس الإدارة. لكنه وفي 1952-1954 ترأس مختبر أشباه الموصلات لأكاديمية العلوم في الاتحاد السوفياتي، والتي أعيد تنظيمها في 1954 تحت مسمى معهد أشباه الموصلات. وبعد وفاة يوفي سنة 1960 تم تغيير اسم معهد لينينغراد لتقنية الفيزياء إلى معهد يوفي لتقنية الفيزياء ويعتبر أحد المراكز البحثية الرائدة في روسيا.
ومن ضمن طلبة يوفي التالي: ألكسندر الكسندروف وبيوتر كابيتسا إسحاق كيكوين ايغور كورتشاتوف وياكوف فرانكل ونيكولاي سيميونوف وليون ثيرمين وليف ارتسموفيتش.

## ذكراه
- تسمية فوهة في القمر باسم فوهة يوفي.
- تغيير اسم معهد لينينغراد لتقنية الفيزياء إلى معهد يوفي لتقنية الفيزياء.
- تسمية سفينة ابحاث روسية في المحيطات القطبية باسم أكاديميك يوفي.